# Steve Logan
Steve Deontay Logan, (nacido el 20 de marzo de 1980 en Cleveland, Ohio) es un exjugador de baloncesto estadounidense. Con 1.88 de estatura, su puesto natural en la cancha era el de base.

## Trayectoria
- Carroll High School
- Universidad de Cincinnati (1998-2002)
- Texas Tycoons (2004-2005)
- Mersin (2005-2006)
- Kolossos Rodou (2006)
- Benfica (2006)
- Znicz Jarosław (2006)
- Hapoel Jerusalem (2007)